# Göztepe Spor Kulübü
Il Göztepe Spor Kulübü è una società polisportiva turca con sede nel quartiere di Göztepe della città di Smirne. La sezione calcistica milita in Süper Lig, la massima serie del campionato turco di calcio. Possiede anche le sezioni pallacanestro, pallavolo e tennis.

## Storia
Il club è stato fondato nel 1925. Nel 1937 effettua una fusione con la squadra dell'İzmir Spor Külübü, cambiando nome in Doğanspor. Alcuni sostenitori dell'İzmirspor, contrari alla fusione, fondano nel 1938 l'Ateşspor. Nel 1939 il Doğanspor ritorna a chiamarsi Göztepe; nello stesso anno l'Ateşspor torna al vecchio nome İzmirspor.
Anche se conquista il suo primo ed unico titolo nazionale nel 1950, il club raggiunge l'apice del proprio successo tra il 1963 ed il 1971. In quegli anni infatti il Göztepe vince 2 Coppe di Turchia, 1 Supercoppa di Turchia (all'epoca chiamata Coppa del Presidente) e partecipa per 7 anni consecutivi alle coppe Europee; nell'edizione 1968-69 della Coppa delle Fiere riesce a spingersi fino alla semifinale, dove viene battuto dalla squadra ungherese dell'Újpest Football Club, mentre nella Coppa delle Fiere 1967-1968, nella quale raggiunse il terzo turno del torneo, la squadra ottenne la prima vittoria esterna in una competizione europea per una formazione turca, ottenuta contro i belgi dell'Anversa.
A partire dal 2002, il club entra in una seria crisi finanziaria che lo fa precipitare in 5 anni dalla massima serie alle categorie regionali (Super Amateur League), poste al quinto livello del campionato nazionale.
Due promozioni consecutive hanno riportato il club al terzo livello, dove gioca nella stagione 2009-10. Il club riesce a ritornare in massima serie al termine della stagione 2016-17.
Nel 2015 lascia lo stadio di Alsancak, che viene demolito, e si trasferisce allo stadio Gürsel Aksel.

## Palmarès

### Competizioni nazionali
- Campionato turco (1924-1951): 1

1950
- Coppa di Turchia: 2

1968-1969, 1969-1970
- Supercoppa di Turchia: 1

1970
- TFF 2. Lig: 2

2010-2011 (gruppo bianco), 2014-2015 (gruppo rosso)
- TFF 3. Lig: 1

2008-2009

### Competizioni regionali
- Campionato di calcio di Smirne: 6

1938-1939 (come Doğanspor), 1941-1942, 1942-1943, 1943-1944, 1949-1950, 1952-1953

### Altri piazzamenti
- Campionato turco:

Terzo posto: 1970-1971
- Coppa di Turchia:

Finalista: 1966-1967
Semifinalista: 1970-1971, 1975-1976, 2024-2025
- Supercoppa di Turchia:

Finalista: 1969
- Coppa del Primo ministro:

Finalista: 1950
- Turkiye Futbol Şampiyonası:

Secondo posto: 1942
- TFF 1. Lig:

Vittoria play-off: 2016-2017
- TFF 2. Lig:

Secondo posto: 2013-2014 (gruppo bianco)
- Coppa delle Fiere:

Semifinalista: 1968-1969

## Statistiche

### Partecipazione ai campionati
- Primo Livello (ora Süper Lig): 1958-1977, 1978-1980, 1981-1982, 1999-2000, 2001-2003, 2017-2022
- Secondo Livello (ora TFF 1. Lig): 1977-1978, 1980-1981, 1982-1999, 2000-2001, 2003-2004, 2011-2013, 2015-2017, 2022-
- Terzo Livello (ora TFF 2. Lig): 2004-2005, 2009-2011, 2013-2015
- Quarto Livello (ora TFF 3. Lig): 2005-2007, 2008-2009
- Quinto Livello: Bölgesel Amatör Lig: 2007-2008

### Partecipazione alle coppe europee
| Stagione | Competizione      | Turno         | Nazione                   | Avversario                    | Andata    | Ritorno | Totale    |
| -------- | ----------------- | ------------- | ------------------------- | ----------------------------- | --------- | ------- | --------- |
| 1964-65  | Coppa delle Fiere | Primo turno   | Romania (bandiera)        | Fotbal Club Petrolul Ploiești | 0-1       | 1-2     | 1-3       |
| 1965-66  | Coppa delle Fiere | Secondo turno | Germania Ovest (bandiera) | TSV 1860 München              | 2-1       | 1-9     | 3-10      |
| 1966-67  | Coppa delle Fiere | Preliminare   | Italia (bandiera)         | Bologna FC                    | 1-2       | 1-3     | 2-5       |
| 1967-68  | Coppa delle Fiere | Primo turno   | Belgio (bandiera)         | Antwerp                       | 2-1       | 0-0     | 2-1       |
|          |                   | Secondo turno | Spagna (bandiera)         | Atlético Madrid               | 0-2       | 3-0     | 3-2       |
|          |                   | Terzo turno   | Jugoslavia (bandiera)     | FK Vojvodina                  | 0-1       | 0-1     | 0-2       |
| 1968-69  | Coppa delle Fiere | Trentaduesimi | Francia (bandiera)        | Olympique de Marseille        | 2-0       | 0-2     | 2-2       |
|          |                   | Sedicesimi    | Romania (bandiera)        | Fotbal Club Argeș Pitești     | 3-0       | 2-3     | 5-3       |
|          |                   | Ottavi        | Jugoslavia (bandiera)     | OFK Belgrado                  | 1-3       | 2-0     | 3-3 (gfc) |
|          |                   | Quarti        | Germania Ovest (bandiera) | Hamburger SV                  | abbandono |         |           |
|          |                   | Semifinali    | Ungheria (bandiera)       | Újpest Football Club          | 1-4       | 0-4     | 1-8       |
| 1969-70  | Coppa delle Coppe | Sedicesimi    | Lussemburgo (bandiera)    | Union Luxembourg              | 3-0       | 3-2     | 6-2       |
|          |                   | Ottavi        | Galles (bandiera)         | Cardiff City                  | 3-0       | 0-1     | 3-1       |
|          |                   | Quarti        | Italia (bandiera)         | AS Roma                       | 0-2       | 0-0     | 0-2       |
| 1970-71  | Coppa delle Coppe | Sedicesimi    | Lussemburgo (bandiera)    | Union Luxembourg              | 5-0       | 0-1     | 5-1       |
|          |                   | Ottavi        | Polonia (bandiera)        | Górnik Zabrze                 | 0-1       | 0-3     | 0-4       |

In grassetto le gare casalinghe

## Organico

### Rosa 2025-2026
Aggiornata al 20 agosto 2025.
| N. |                      | Ruolo | Calciatore         |
| -- | -------------------- | ----- | ------------------ |
| 1  | Polonia (bandiera)   | P     | Mateusz Lis        |
| 2  | Albania (bandiera)   | C     | Arda Okan Kurtulan |
| 3  | Brasile (bandiera)   | D     | Allan Godói        |
| 4  | Turchia (bandiera)   | D     | Taha Altıkardeş    |
| 5  | Brasile (bandiera)   | D     | Héliton            |
| 6  | Brasile (bandiera)   | C     | Rhaldney           |
| 7  | Giordania (bandiera) | A     | Ibrahim Sabra      |
| 8  | Turchia (bandiera)   | C     | Ahmed Ildız        |
| 9  | Brasile (bandiera)   | A     | Juan               |
| 10 | Benin (bandiera)     | C     | Junior Olaitan     |
| 11 | Turchia (bandiera)   | C     | Efkan Bekiroğlu    |
| 12 | Turchia (bandiera)   | D     | İsmail Köybaşı     |
| 13 | Brasile (bandiera)   | D     | Ruan               |

| N. |                     | Ruolo | Calciatore        |
| -- | ------------------- | ----- | ----------------- |
| 15 | Tunisia (bandiera)  | D     | Amin Cherni       |
| 17 | Turchia (bandiera)  | P     | Ekrem Kılıçarslan |
| 19 | Brasile (bandiera)  | A     | Emersonn          |
| 20 | Tanzania (bandiera) | C     | Novatus Miroshi   |
| 22 | Turchia (bandiera)  | D     | Uğur Kaan Yıldız  |
| 23 | Turchia (bandiera)  | D     | Furkan Bayır      |
| 26 | Camerun (bandiera)  | D     | Malcom Bokele     |
| 30 | Nigeria (bandiera)  | C     | Anthony Dennis    |
| 33 | Turchia (bandiera)  | A     | Tibet Durakçay    |
| 39 | Brasile (bandiera)  | A     | Janderson         |
| 45 | Turchia (bandiera)  | D     | Ege Yıldırım      |
| 77 | Turchia (bandiera)  | D     | Ogün Bayrak       |